# Govan (Saskatchewan)
Govan es un pueblo canadiense situado en la provincia de Saskatchewan.

## Superficie
Govan tiene una superficie de 1,27 km².

## Demografía
En 2021, tenía 200 habitantes, una densidad poblacional de 157,1 hab./km², y 122 viviendas.